# باک (ویرجینیای غربی)
باک (به انگلیسی: Buck) یک منطقهٔ مسکونی در ایالات متحده آمریکا است که در شهرستان سامرز، ویرجینیای غربی واقع شده‌است. باک ۵۰۱٫۱ متر بالاتر از سطح دریا واقع شده‌است.